# The Turbo A.C.'s
The Turbo A.C.'s est un groupe de punk rock américain, originaire de New York créé en 1996. The Turbo A.C.'s est influencé par des groupes punks comme Social Distortion et les Supersuckers mais aussi des groupes de surf rock californiens.

## Biographie
Le premier album des Turbo A.C.'s, Damnation Overdrive, paraît en 1996 sur le label hardcore Blackout Records. D'autres album paraitront sur Cacophone, Nitro Records et Gearhead Records. Plusieurs musiciens notables participent aux albums de The Turbo A.C.'s : Roger Miret d'Agnostic Front et Blag Dahlia des Dwarves. Le groupe tire son nom du gang fictif Turnbull A.C.'s apparaissant dans le film Les Guerriers de la nuit de Walter Hill.
Entre 1996 et 2006, le groupe est formé de Kevin Cole à la guitare et au chant, de Michael Dolan à la basse et au chant et de Kevin Prunty à la batterie et au chant.  Ils tourneront fréquemment en Europe après leurs sortie au label allemand, Bitzcore Records.
Dolan quitte le groupe en 2006 pour former the FTW's. Il est remplacé à la basse par Tim Lozada. Jer Duckworth rejoint aussi le groupe comme guitariste.
En 2011, Mike remplace Kevin Prunty a la batterie et en 2018, Éric Bhell remplace Tim Lozada à la basse. 

## Discographie

### Albums studio
- 1996 : Damnation Overdrive (Blackout! Records)
- 1998 : Winner Take All (Cacophone Records)
- 2001 : Fuel for Life (Nitro Records)
- 2003 : Automatic (Gearhead Records, Bitzcore Records)
- 2005 : Avenue X (Gearhead Records, Bitzcore Records)
- 2006 : Live to Win (Bitzcore Records)
- 2011 : Kill Everyone (Stomp Records)

### Autres
- 1995 : Supercharged Straight to Hell (Turbo Titans Records)
- 1995 : Eat My Dust/Righteous Ruler 7" (Blackout! Records)
- 1997 : Chupacabra! 7" (Blackout! Records)
- 1997 : Hellboys/Turbo A.C.'s Split 7" (Explicit Sound Records)
- 1999 : Hit and Run 7" (Into the Vortex)
- 1999 : Hit the Road 10" Picture Disc (Community/Renate Records)
- 2000 : Clean (split avec The Demonics, Radio Blast Records)
- 2005 : 1-800-EAT-SHIT 7'' (Be Fast Records)